# ’t Harde
’t Harde ist ein Ort in den Niederlanden. Er liegt etwa 5 km südöstlich von Elburg und wird von 7000 Menschen bewohnt.
Der Ort liegt direkt an der Rijksweg 28 und besitzt einen Bahnhof.